# Поляризованность
Поляризо́ванность (вектор поляризации) — векторная физическая величина, равная дипольному моменту единицы объёма вещества, возникающему при его поляризации, количественная характеристика диэлектрической поляризации.
Обозначается буквой {\displaystyle \mathbf {P} }, в Международной системе единиц (СИ) измеряется в Кл/м2.

## Определение
Поляризованность определяется как электрический дипольный момент единицы объёма:
{\displaystyle {\vec {P}}={\frac {\vec {p}}{V}}={\frac {1}{V}}\sum _{i}^{N}{\vec {p}}_{i}},
где {\displaystyle {\vec {p}}_{i}} — дипольный момент {\displaystyle i}-го отдельного атома,
{\displaystyle N} — число атомов в объёме {\displaystyle V},
{\displaystyle {\vec {p}}} — дипольный момент всех этих атомов.
В случае неоднородной среды поляризованность выражается как
{\displaystyle {\vec {P}}={\frac {d{\vec {p}}}{dV}}},
где {\displaystyle d{\vec {p}}} — суммарный дипольный момент атомов в объёме {\displaystyle dV}, и является функцией координат.

## Физическая природа
Диэлектрическая поляризация обусловлена локальным сдвигом зарядов в молекулах вещества во внешнем электрическом поле, по сравнению с их расположением при отсутствии электрического поля. На микроскопическом уровне причиной указанного сдвига может являться смещение электронной оболочки относительно ядра атома или же переориентация молекул, имеющих собственный дипольный момент.
В результате в диэлектрике возникают локальные нарушения электронейтральности, то есть появляется так называемый «связанный» заряд — объёмный ({\displaystyle \rho _{b},} символ {\displaystyle b} от англ. bound, Кл/м3) или поверхностный ({\displaystyle \sigma _{b},} Кл/м2). Плотность заряда в конкретной точке пространства складывается из плотностей «стороннего» (иначе называемого «свободным», {\displaystyle \rho _{f},} от англ. free) и связанного: {\displaystyle \rho =\rho _{f}+\rho _{b}.} Связанный заряд появляется там же, где имеется сторонний заряд, а также в местах неоднородности диэлектрика и на его границах. Суммарно по всему диэлектрику, связанный заряд всегда равен нулю.
Объёмная плотность связанного заряда выражается через дивергенцию поляризованности:
{\displaystyle \rho _{b}=-{\rm {{div}\,{\vec {P}}.}}}
Поверхностная плотность связанного заряда на границе диэлектрик—вакуум находится через нормальную к поверхности составляющую поляризованности:
{\displaystyle \sigma _{b}=P_{n}=\mathbf {P} \cdot \mathbf {n} ,}
где {\displaystyle \mathbf {n} } — орт нормали к поверхности.
Можно ввести вектор электрической индукции {\displaystyle \mathbf {D} }, который удобен при описании электрического поля в сплошной среде:
{\displaystyle \mathbf {D} =\varepsilon _{0}\mathbf {E} +\mathbf {P} } (СИ),
{\displaystyle \mathbf {D} =\mathbf {E} +4\pi \mathbf {P} } (СГС).
При записи уравнений электродинамики необходимо различать упомянутые разновидности плотности заряда. Например, одно из уравнений Максвелла выглядит именно как {\displaystyle {\rm {{div}{\vec {D}}=\rho _{f},}}} а убрать индекс {\displaystyle f} можно либо для вакуума, либо если оговорено, что в данном контексте сторонний заряд обозначен без индекса. 
Вектор поляризованности может характеризовать как индуцированную, так и спонтанную поляризацию,  то есть применим для описания состояния поляризации и обычных диэлектриков, и сегнетоэлектриков.

## Связь с электрическим полем
В основном зависимость между поляризованностью и электрическим полем, которое обусловило поляризацию, линейна, а именно:
{\displaystyle \mathbf {P} =\varepsilon _{0}\chi _{e}\mathbf {E} \,} (в системе СИ),
{\displaystyle \mathbf {P} =\chi _{e}\mathbf {E} \,} (в системе СГС),
где {\displaystyle \chi _{e}} — диэлектрическая восприимчивость.
В случае анизотропного материала связь поляризованности с полем задается через тензор поляризуемости:
{\displaystyle \mathbf {P} ={\hat {\alpha }}\mathbf {E} .}
Определённые вещества могут быть поляризованными при отсутствии электрического поля. К таким веществам относятся пироэлектрики — кристаллические вещества со спонтанной поляризацией и электреты — аморфные вещества, в которых наведённая полем поляризация может сохраняться на протяжении длительного времени.

## Случай переменного поля
В случае переменного электрического поля среда может реагировать на изменение поля с некоторым запозданием. В этом случае поляризованность в данный момент зависит от напряжённости приложенного электрического поля в предыдущие моменты времени. В таких случаях говорят о временно́й дисперсии и соотношения между поляризованностью и электромагнитным полем выглядят как:
{\displaystyle \mathbf {P} (t)=\int \limits _{0}^{\infty }{\hat {\alpha }}(t^{\prime })\mathbf {E} (t-t^{\prime })dt^{\prime }.}
Фурье-образы поляризованности и напряжённости электрического поля в таком случае связаны линейным соотношением:
{\displaystyle \mathbf {(} P)_{\omega }={\hat {\alpha }}(\omega )\mathbf {E} _{\omega },}
где {\displaystyle {\hat {\alpha }}(\omega )=\int \limits _{0}^{\infty }{\hat {\alpha }}(t)e^{i\omega t}dt.}
Если электромагнитное поле неоднородно в пространстве, как, например, в случае распространения электромагнитных волн, и взаимодействует с возбуждениями в веществе, которые имеют длину волны порядка длины электромагнитной волны, то значение поляризованности в определённой точке пространства зависит от значения напряжённости электрического поля в соседних точках пространства. В таких случаях говорят о пространственной дисперсии:
{\displaystyle \mathbf {P} (t,\mathbf {r} )=\int d^{3}r^{\prime }\int \limits _{0}^{\infty }{\hat {\alpha }}(t^{\prime },\mathbf {r} ^{\prime })\mathbf {E} (t-t^{\prime },\mathbf {r} -\mathbf {r} ^{\prime })dt^{\prime }.}
В сильных электрических полях зависимость между поляризованностью и электрическим полем может отличаться от линейной. Явления, которые при этом возникают, изучаются, например, в нелинейной оптике.